# Bogárfalva
Bogárfalva (románul Bulgăreni) falu Romániában Hargita megyében. Közigazgatásilag Farkaslakához tartozik.

## Fekvése
A falu Székelyudvarhelytől 11 km-re északnyugatra a Bogár-patak völgyében Szentlélekkel összenőve fekszik.

## Nevének eredete
Neve valószínűleg az alapító Bogár nevű székely családtól származik.

## Története
1566-ban Bogartfalwa néven említik először. A hagyomány szerint Bogár András és Bogár Simó alapította. 1910-ben 439 magyar lakta, 1992-ben 270 lakosából 269 magyar és 1 román volt. A trianoni békeszerződésig Udvarhely vármegye Udvarhelyi járásához tartozott.

## Híres emberek
- Itt született 1864-ben Gáspár István, az udvarhelyi római katolikus gimnázium paptanára.